# Čabiny
Čabiny (Hongaars:Csebény) is een Slowaakse gemeente in de regio Prešov, en maakt deel uit van het district Medzilaborce.
Čabiny telt 396 inwoners.

## Galerij

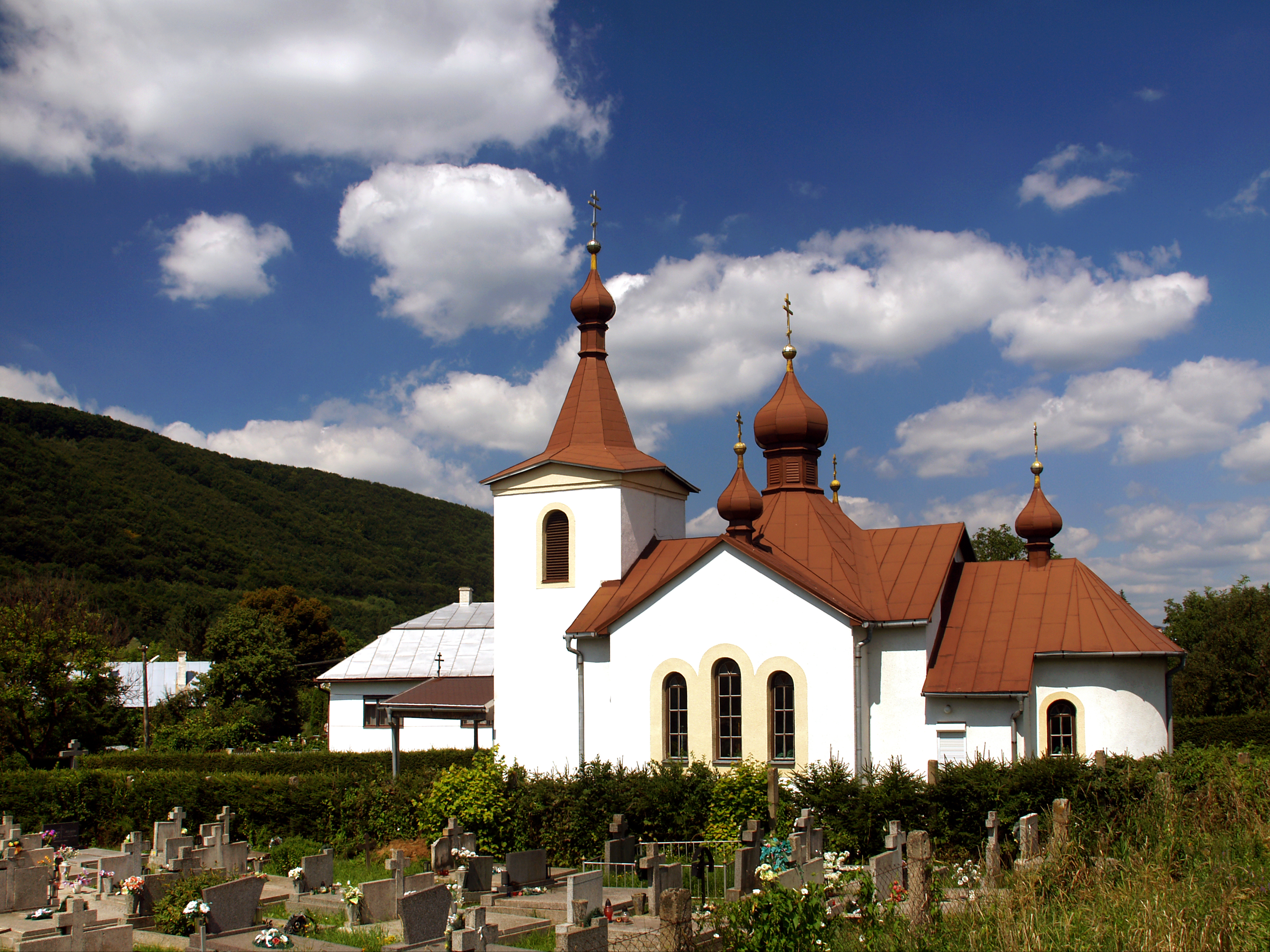
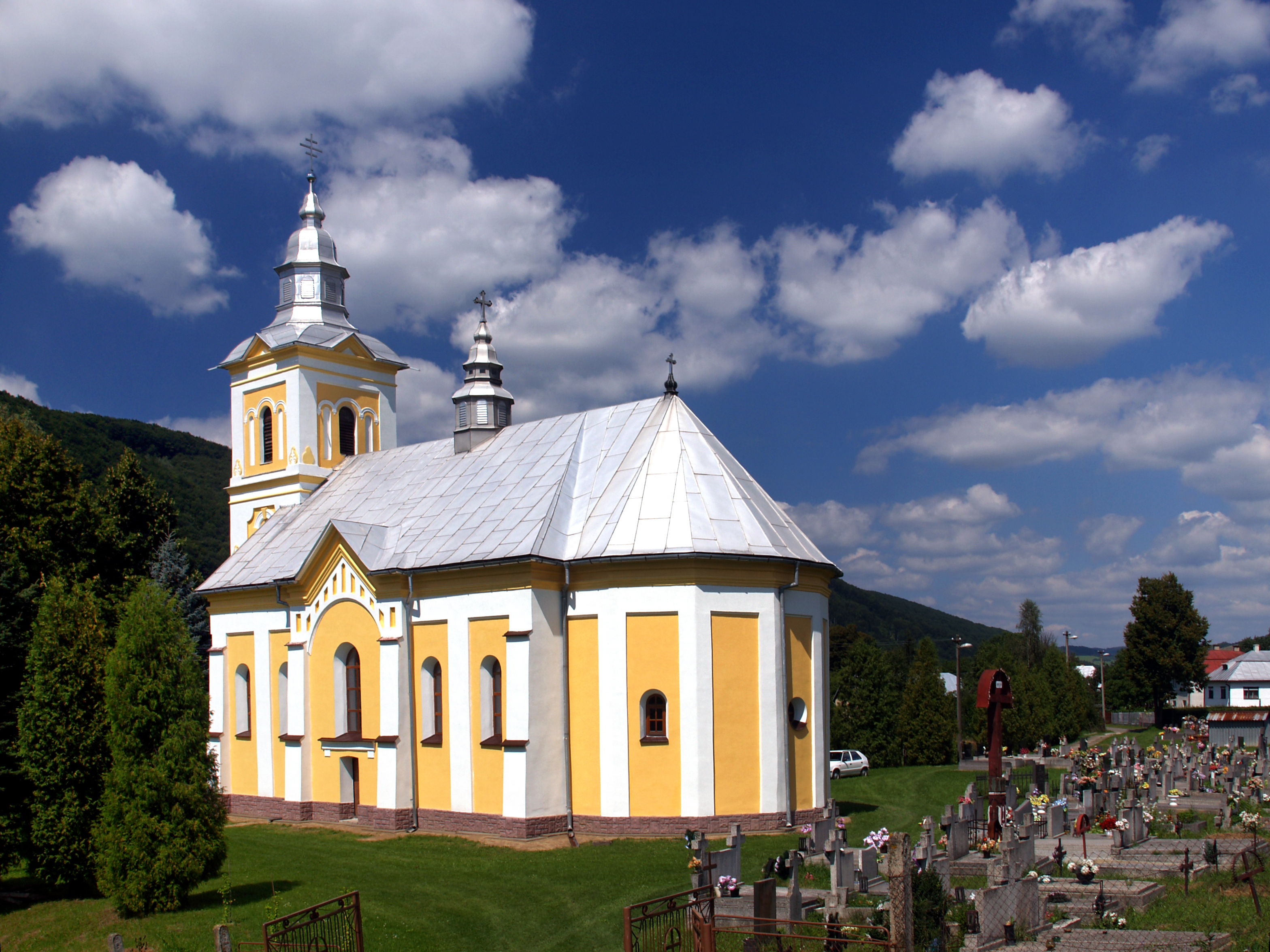

Brestov nad Laborcom · Čabalovce · Čabiny · Čertižné · Habura · Kalinov · Krásny Brod · Medzilaborce · Ňagov · Oľka · Oľšinkov · Palota · Radvaň nad Laborcom · Repejov · Rokytovce · Roškovce · Sukov · Svetlice · Valentovce · Volica · Výrava ·  Zbojné · Zbudská Belá